# Битва при Хаврсфьорде
Битва при Хафрс-фьорде, 872 года() — битва между маленькими королевствами в Норвегии, с победы в которой Харальда I Норвегия объединена в Норвежское королевство, а он стал его первым королём. Непосредственным результатом битвы стало установление власти короля Харальда над всей западной частью Норвегии.

## Источники

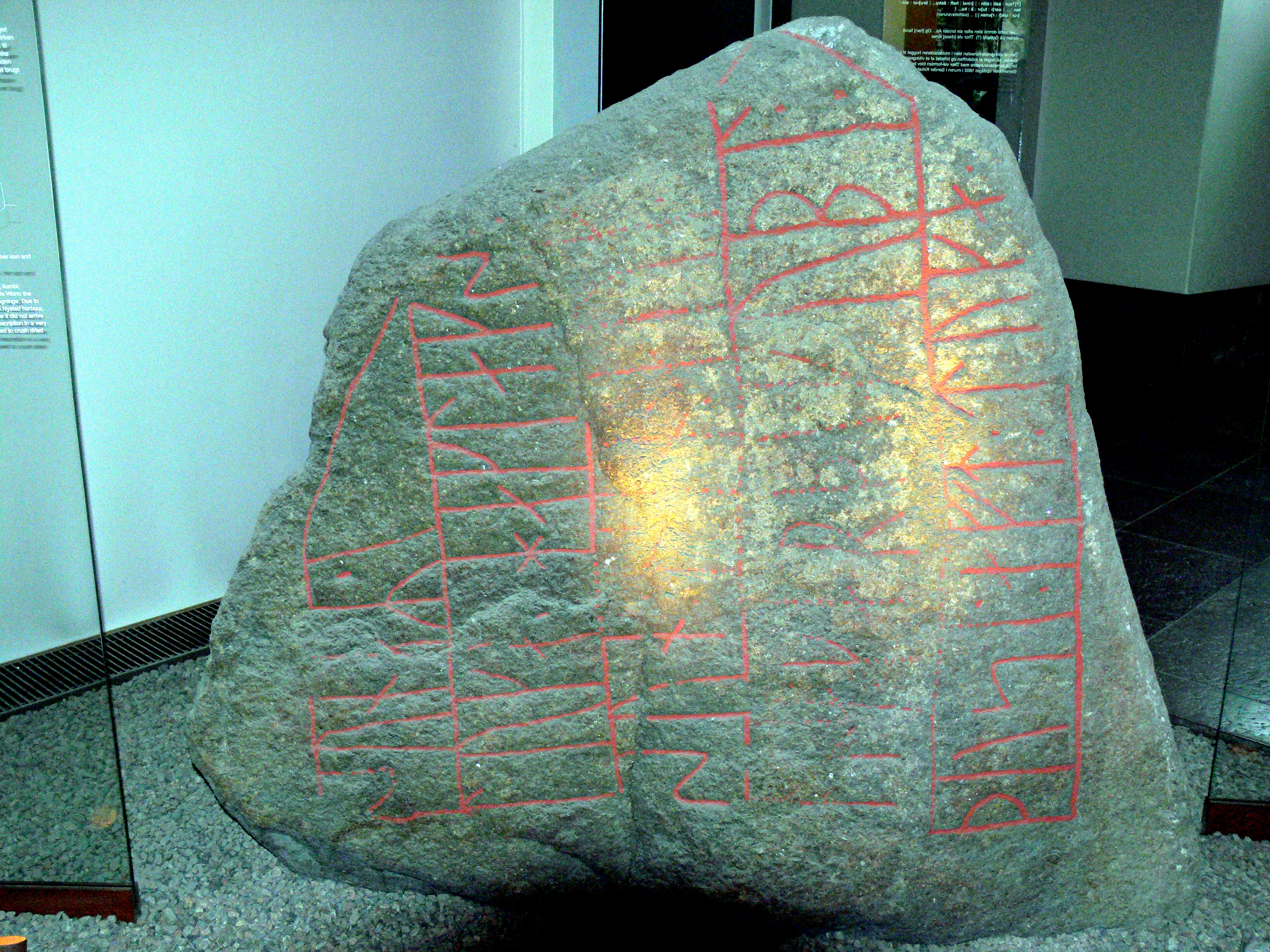
На камне упоминается одно из имён Харальда: Haklang. Музей Копенгагена.

## Значение

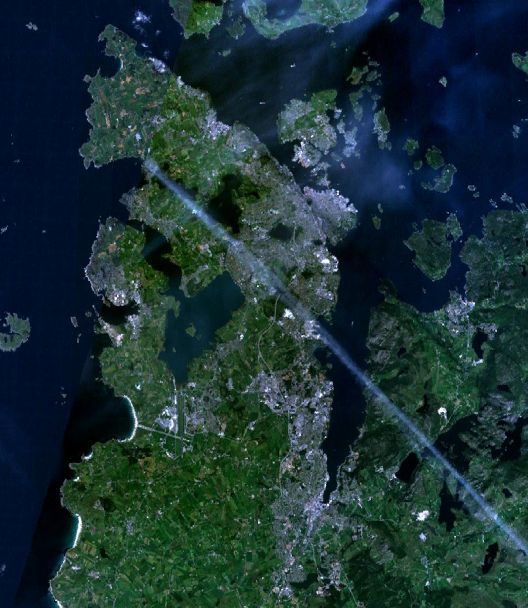
Хафрс-фьорд. Спутниковый снимок.

Несмотря на то, что большинство учёных считают объединение Норвегии длительным процессом, длившимся на протяжении многих веков, битва при Хафрс-фьорде имеет большое значение в культуре и истории народов Норвегии. В памяти викингов эта битва осталась как крупнейшая за всю историю.

## Память

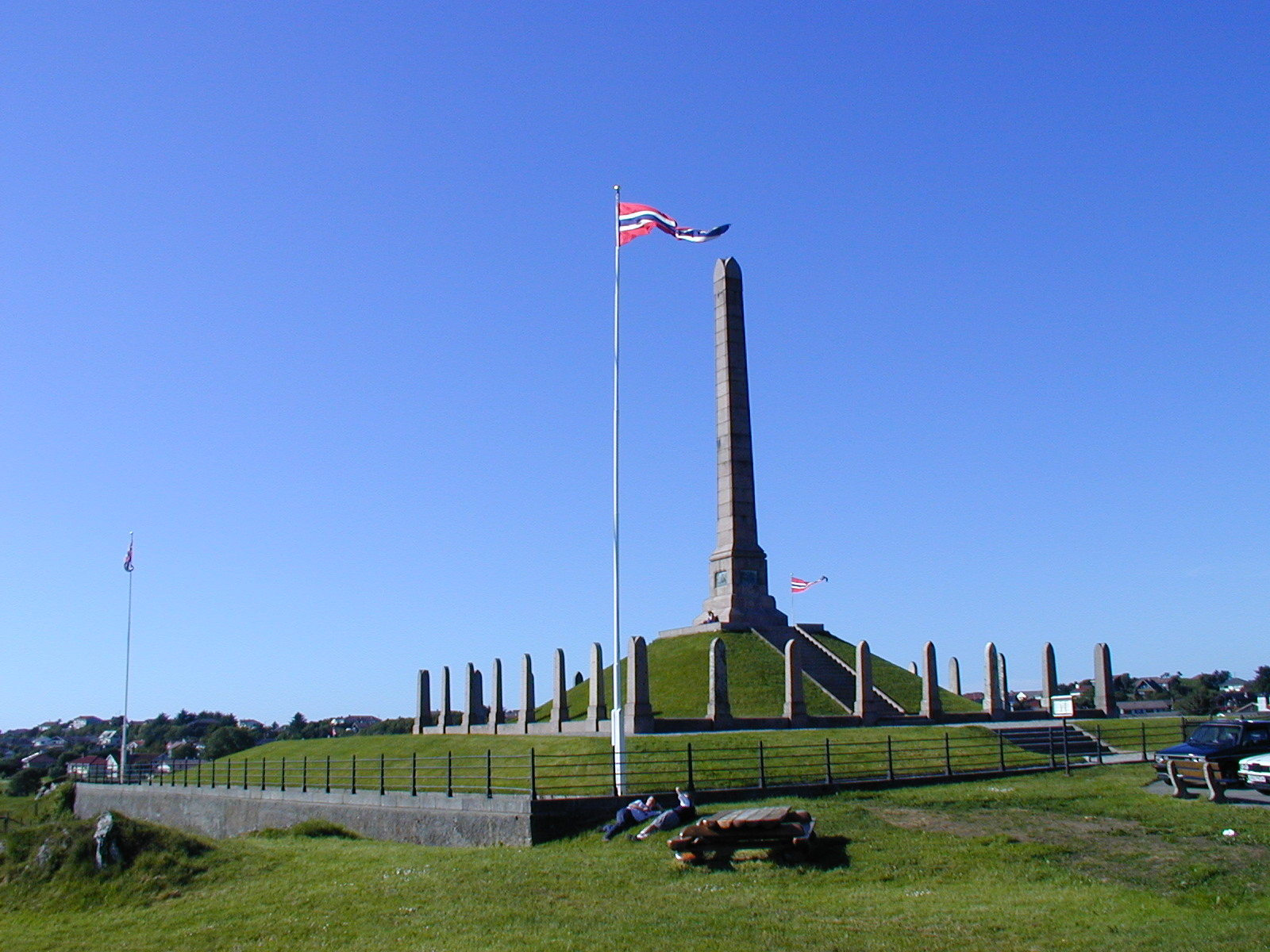
Харалдхауген — национальный памятник установленный в тысячелетие битвы при Хафрс-фьорде.

- Национальный памятник Харалдхауген (Haraldshaugen) был открыт 18 июля 1872 году в ознаменование тысячелетия битвы при Хафрс-фьорде. Церемонию возглавлял наследный принц Оскар (впоследствии король Швеции Оскар II). Памятник расположен в северном пригороде города Хёугесунн, на предполагаемом месте захоронения Харальда. Состоит из большого кургана в окружении гранитных камней в количестве 29 штук, каждый из которых олицетворяет историческое графство Норвегии. В верхней части насыпи расположены четыре бронзовые панели высотой 17 метров. Каждая панель изображает важные сцены из жизни короля Харальда I[2].

- Норвежский национальный поэт Ивар Андреас написал стихотворение с названием «Харалдхауген» в память о событии[3].

- В 1983 году норвежским скульптором Фрицем Редом был создан памятник из мечей в скале, установленный на скале в память о сражении. Он расположен на берегу Хафрс-фьорда, недалеко от города Ставангера. Памятник был открыт норвежским королём Олафом V. Памятник представляет собой три меча высотой 10 метров, воткнутые в вершину скалы рядом с фьордом[4].

## Комментарии
1. ↑  точная датировка неизвестна; так, Г.В. Глазырина отмечает, что раньше историки датировали битву 872 г., по оценке же современных исследователей, она состоялась между 885 и 890 гг.[1]